# Sønder Felding
Sønder Felding es una localidad situada en el municipio de Herning, en la región de Jutlandia Central (Dinamarca), con una población estimada a principios de 2012 de unos 1518 habitantes.
Se encuentra ubicada en el centro de la península de Jutlandia, al oeste de la ciudad de Aarhus.